# 大宝寺村
大宝寺村（だいほうじむら）は、かつて山形県西田川郡にあった村。

## 沿革
- 1889年（明治22年）4月1日 - 町村制施行に伴い西田川郡大宝寺村、新斎部村、新形村、茅原村、道形村、文下村が合併し、大宝寺村が発足。
- 1920年（大正9年）4月1日 - 西田川郡鶴岡町に編入され消滅[1]。